# دگرملوانک
دگرملوانک (نام علمی: Allonautilus) نام یک سرده از تیره ملوانک است.